# Grand Bell Awards
O Grand Bell Awards (hangul: 대종상 영화제; rr: Daejongsang Yeonghwajae), também conhecido como Daejong Film Awards, é uma cerimônia de premiação apresentada anualmente pela Associação Cinematográfica da Coreia e que honra pela excelência cinematográfica da Coreia do Sul. O Grand Bell Awards mantém seu prestígio como o mais antigo e contínuo prêmio de cinema realizado na Coreia do Sul e vem sendo considerado o equivalente coreano do Óscar.

## História
A cerimônia é organizada pelo Ministério da Cultura e Informação desde 1962. Os prêmios cessaram por alguns anos a partir de 1969, mas foram revividos em 1972 após a criação da Associação de Promoção Cinematográfica da Coreia, em um esforço para estimular a então estagnada indústria de filmes.

## Prêmios
| Melhor Filme | Melhor Filme | Melhor Filme                                                             | Melhor Filme              | Melhor Filme                         | Melhor Filme    |
| Edição       | Ano          | Filme (em inglês)                                                        | Filme (em coreano)        | Transliteração                       | Diretor         |
| ------------ | ------------ | ------------------------------------------------------------------------ | ------------------------- | ------------------------------------ | --------------- |
| 1            | 1962         | Prince Yeonsan                                                           | 연산군                    | Yeonsangun                           | Shin Sang-ok    |
| 2            | 1963         | The Memorial Gate for Virtuous Women                                     | 열녀문                    | Yeolnyeomun                          | Shin Sang-ok    |
| 3            | 1964         | Kinship                                                                  | 혈맥                      | Hyeolmaek                            | Kim Soo-yong    |
| 4            | 1965         | Deaf Sam-yong                                                            | 벙어리 삼룡이             | Beongeori Samryongi                  | Shin Sang-ok    |
| 5            | 1966         | The Sea Village                                                          | 갯마을                    | Gaetmaeul                            | Kim Soo-yong    |
| 6            | 1967         | Coming Back                                                              | 귀로                      | Gwiro                                | Lee Man-hee     |
| 7            | 1968         | Prince Daewon                                                            | 대원군                    | Daewongun                            | Shin Sang-ok    |
| 8            | 1969         | Nenhum filme premiado                                                    | -                         | -                                    | -               |
| 9            | 1970         | Nenhum filme premiado                                                    | -                         | -                                    | -               |
| 10           | 1971         | Nenhum filme premiado                                                    | -                         | -                                    | -               |
| 11           | 1972         | Patriotic Martyr An Jung-gun                                             | 의사 안중근               | Uisa Ahn Jung-geun                   | Joo Dong-jin    |
| 12           | 1973         | The General in Red Robes                                                 | 홍의 장군                 | Hongui janggun                       | Lee Doo-yong    |
| 13           | 1974         | The Land                                                                 | 토지                      | Toji                                 | Kim Soo-yong    |
| 14           | 1975         | Flame                                                                    | 불꽃                      | Bulggot                              | Yu Hyun-mok     |
| 15           | 1976         | Mother                                                                   | 어머니                    | Omoni                                | Im Won-shik     |
| 16           | 1977         | Diary of Korean-Japanese War                                             | 난중일기                  | Nanjung Ilgi                         | Jang Il-ho      |
| 17           | 1978         | Police Story                                                             | 경찰관                    | Gyeongchalgwan                       | Lee Doo-yong    |
| 18           | 1979         | The Hidden Hero                                                          | 깃발없는 기수             | Gitbalomneun Gisu                    | Im Kwon-taek    |
| 19           | 1980         | Son of Man                                                               | 사람의 아들               | Salamui adeul                        | Yu Hyun-mok     |
| 20           | 1981         | Invited People                                                           | 초대받은 성웅들           | Chodaebadeun saramdeul               | Choe Ha-won     |
| 21           | 1982         | Come Unto Down                                                           | 낮은 데로 임하소서        | Nateun Daero Imhasoseo               | Lee Jang-ho     |
| 22           | 1983         | Mulleya Mulleya                                                          | 여인잔혹사 물레야 물레야  | Yeoinjanhoksa Mulleya Mulleya        | Lee Doo-yong    |
| 23           | 1984         | Adultery Tree                                                            | 자녀목                    | Janyeomok                            | Chong Jin-u     |
| 24           | 1985         | The Mother                                                               | 어미                      | Omi                                  | Park Chul-soo   |
| 25           | 1986         | Pillar of Mist                                                           | 안개기둥                  | Angae Gidung                         | Park Cheol-su   |
| 26           | 1987         | Diary of King Yeonsan                                                    | 연산일기                  | Yeonsan Ilgi                         | Im Kwon-taek    |
| -            | 1988         | No award held                                                            | -                         | -                                    | -               |
| 27           | 1989         | Come Come Come Upward                                                    | 아제아제 바라아제         | Aje Aje Bara Aje                     | Im Kwon-taek    |
| 28           | 1990         | All That Falls Has Wings                                                 | 추락하는 것은 날개가 있다 | Churakhaneun geosheun nalgaega itda  | Chang Gil-soo   |
| 29           | 1991         | Passion Portrait                                                         | 젊은날의 초상             | Jeolmeun nalui chosang               | Kwak Ji-kyoon   |
| 30           | 1992         | Fly High Run Far                                                         | 개벽                      | Gaebyeok                             | Im Kwon-taek    |
| 31           | 1993         | Sopyonje                                                                 | 서편제                    | Sopyonje                             | Im Kwon-taek    |
| 32           | 1994         | The Story of Two Women                                                   | 두 여자 이야기            | Duyeoja iyagi                        | Lee Jung-gook   |
| 33           | 1995         | The Eternal Empire                                                       | 영원한 제국               | Yeongwonhan jegug                    | Park Jong-won   |
| 34           | 1996         | Henequen                                                                 | 애니깽                    | Henikkeng                            | Kim Ho-sun      |
| 35           | 1997         | The Contact                                                              | 접속                      | Jeopsok                              | Chang Yoon-hyun |
| -            | 1998         | Nenhum prêmio foi distribuído devido à crise financeira asiática de 1997 | -                         | -                                    | -               |
| 36           | 1999         | Spring in My Hometown                                                    | 아름다운 시절             | Areumdawoon shijul                   | Lee Kwang-mo    |
| 37           | 2000         | Peppermint Candy                                                         | 박하사탕                  | Bakha satang                         | Lee Chang-dong  |
| 38           | 2001         | Joint Security Area                                                      | 공동경비구역JSA           | Gongdong gyeongbi guyeok JSA         | Park Chan-wook  |
| 39           | 2002         | The Way Home                                                             | 집으로                    | Jibeuro                              | Lee Jeong-hyang |
| 40           | 2003         | Memories of Murder                                                       | 살인의 추억               | Salinui chueok                       | Bong Joon-ho    |
| 41           | 2004         | Spring, Summer, Fall, Winter... and Spring                               | 봄여름가을겨울그리고봄    | Bom yeoreum gaeul gyeoul geurigo bom | Kim Ki-duk      |
| 42           | 2005         | Marathon                                                                 | 말아톤                    | Maraton                              | Jeong Yoon-chul |
| 43           | 2006         | King and the Clown                                                       | 왕의 남자                 | Wang-ui namja                        | Lee Joon-ik     |
| 44           | 2007         | Family Ties                                                              | 가족의 탄생               | Gajokeui tansaeng                    | Kim Tae-yong    |
| 45           | 2008         | The Chaser                                                               | 추격자                    | Chugyeokja                           | Na Hong-jin     |
| 46           | 2009         | The Divine Weapon                                                        | 신기전                    | Singijeon                            | Kim Yoo-jin     |
| 47           | 2010         | Poetry                                                                   | 시                        | Si                                   | Lee Chang-dong  |
| 48           | 2011         | The Front Line                                                           | 고지전                    | Gojijeon                             | Jang Hoon       |
| 49           | 2012         | Masquerade                                                               | 광해:왕이 된 남자         | Gwanghae: Wangyidoen Namja           | Choo Chang-min  |
| 50           | 2013         | The Face Reader                                                          | 관상                      | Gwansang                             | Han Jae-rim     |
| 51           | 2014         | The Admiral: Roaring Currents                                            | 명량                      | Myeongryang                          | Kim Han-min     |
| 52           | 2015         | Ode to My Father                                                         | 국제시장                  | Gukjesijang                          | Yoon Je-kyoon   |
| 53           | 2016         | Inside Men                                                               | 내부자들                  | Naebujadeul                          | Woo Min-ho      |
| 54           | 2017         | A Taxi Driver                                                            | 택시運轉士                | Taeksi Unjeonsa                      | Jang Hoon       |
| 55           | 2018         | Burning                                                                  | 버닝                      | Beoning                              | Lee Chang-dong  |
| 56           | 2019         | Parasite                                                                 | 기생충                    | Gisaengchung                         | Bong Joon-ho    |
| 57           | 2020/2021    | —                                                                        | —                         | —                                    | —               |
| 58           | 2022         | Decision to Leave                                                        | 헤어질 결심               | Heojil gyeolsim                      | Park Chan-wook  |

| Melhor Diretor | Melhor Diretor | Melhor Diretor                | Melhor Diretor | Melhor Diretor                                   | Melhor Diretor            | Melhor Diretor                      |
| Edição         | Ano            | Diretor                       | Hangul         | Filme (em inglês)                                | Filme (em coreano)        | Transliteração                      |
| -------------- | -------------- | ----------------------------- | -------------- | ------------------------------------------------ | ------------------------- | ----------------------------------- |
| 1              | 1962           | Shin Sang-ok                  | 신상옥         | The Houseguest and My Mother                     | 사랑방 손님과 어머니      | Sarangbang Sonnimgua Omoni          |
| 2              | 1963           | Yu Hyun-mok                   | 유현목         | Freely Given                                     | 아낌없이 주련다           | Aggimeobshi juryeonda               |
| 3              | 1964           | Lee Man-hee                   | 이만희         | The Marines Who Never Returned                   | 돌아오지 않는 해병        | Doraoji anneun haebyong             |
| 4              | 1965           | Shin Sang-ok                  | 신상옥         | Deaf Sam-yong                                    | 벙어리 삼룡이             | Beongeori Samryongi                 |
| 5              | 1966           | Yu Hyun-mok                   | 유현목         | Martyr                                           | 순교자                    | Sungyoja                            |
| 6              | 1967           | Kim Soo-yong                  | 이수용         | Mist                                             | 안개                      | Angae                               |
| 7              | 1968           | Shin Sang-ok                  | 신상옥         | Prince Daewon                                    | 대원군                    | Daewongun                           |
| 8              | 1969           | Nenhum prêmio                 | -              | -                                                | -                         | -                                   |
| 9              | 1970           | Nenhum prêmio                 | -              | -                                                | -                         | -                                   |
| 10             | 1971           | Yu Hyun-mok                   | 유현목         | Bun-Rye's Story                                  | 분례기                    | Bunryegi                            |
| 11             | 1972           | Shin Sang-ok                  | 신상옥         | Last Battle in Pyeongyang                        | 평양폭격대                | Pyeongyang pokgyeokdae              |
| 12             | 1973           | Choi Hun                      | 최훈           | Narcissus                                        | 수선화                    | Suseonhwa                           |
| 13             | 1974           | Kim Soo-yong                  | 김수용         | The Land                                         | 토지                      | Toji                                |
| 14             | 1975           | Lee Man-hee                   | 이만희         | The Road to Sampo                                | 삼포가는 길               | Sampoganeun kil                     |
| 15             | 1976           | Seol Tae-ho                   | 설태호         | The Secret of Wonsan                             | 원산공작                  | Wonsan gongjak                      |
| 16             | 1977           | Choi In-hyeon                 | 최인현         | Concentration                                    | 집념                      | Jibnyeon                            |
| 17             | 1978           | Im Kwon-taek                  | 임권택         | The Genealogy                                    | 족보                      | Jokbo                               |
| 18             | 1979           | Jung Jin-woo                  | 정진우         | I Saw the Wild Ginseng                           | 심봤다                    | Shimbwatda                          |
| 19             | 1980           | Lee Jang-ho                   | 이장호         | A Fine, Windy Day                                | 바람불어 좋은날           | Balambuleo joheun nal               |
| 20             | 1981           | Im Kwon-taek                  | 임권택         | Mandala                                          | 만다라                    | Mandala                             |
| 21             | 1982           | Lee Jang-ho                   | 이장호         | Take Care of the Weak and Poor or Come Unto Down | 낮은데로 임하소서         | Natun Daero Imhasoso                |
| 22             | 1983           | Lee Doo-yong                  | 이두용         | Mulleya Mulleya                                  | 여인잔혹사 물레야 물레야  | Yeoinjanhoksa Mulleya Mulleya       |
| 23             | 1984           | Jung Jin-woo                  | 정진우         | Adultery Tree                                    | 자녀목                    | Janyeomok                           |
| 24             | 1985           | Bae Chang-ho                  | 배창호         | Deep Blue Night                                  | 깊고 푸른밤               | Gipgo puleun bam                    |
| 25             | 1986           | Im Kwon-taek                  | 임권택         | Ticket                                           | 티켓                      | Tiket                               |
| 26             | 1987           | Im Kwon-taek                  | 임권택         | Diary of King Yeonsan                            | 연산일기                  | Yeonsan Ilgi                        |
| -              | 1988           | Nenhum prêmio foi distribuído | -              | -                                                | -                         | -                                   |
| 27             | 1989           | Kim Ho-sun                    | 김호선         | Rainbow Over Seoul                               | 서울 무지개               | Seoul mujigae                       |
| 28             | 1990           | Chang Gil-soo                 | 장길수         | All That Falls Has Wings                         | 추락하는 것은 날개가 있다 | Churakhaneun geosheun nalgaega itda |
| 29             | 1991           | Kwak Ji-kyoon                 | 곽지균         | Passion Portrait                                 | 젊은날의 초상             | Jeolmeun nalui chosang              |
| 30             | 1992           | Kim Ho-sun                    | 김호선         | Death Song                                       | 사의 찬미                 | Saui Chanmi                         |
| 31             | 1993           | Im Kwon-taek                  | 임권택         | Sopyonje                                         | 서편제                    | Sopyonje                            |
| 32             | 1994           | Jang Sun-woo                  | 장선우         | Passage to Buddha or The Avatamska Sutra         | 화엄경                    | Hwaomkyung                          |
| 33             | 1995           | Park Jong-won                 | 박종원         | The Eternal Empire                               | 영원한 제국               | Yeongwonhan Jeguk                   |
| 34             | 1996           | Kim Ho-sun                    | 김호선         | Henequen                                         | 애니깽                    | Henikkeng                           |
| 35             | 1997           | Chung Ji-young                | 정지영         | Blackjack                                        | 블랙잭                    | Beuraekjaek                         |
| -              | 1998           | No award was held             | -              | -                                                | -                         | -                                   |
| 36             | 1999           | Lee Kwang-mo                  | 이광모         | Spring in My Hometown                            | 아름다운 시절             | Areumdawoon shijul                  |
| 37             | 2000           | Lee Chang-dong                | 이창동         | Peppermint Candy                                 | 박하사탕                  | Bakha satang                        |
| 38             | 2001           | Han Ji-seung                  | 한지승         | A Day                                            | 하루                      | Haru                                |
| 39             | 2002           | Song Hae-sung                 | 송해성         | Failan                                           | 파이란                    | Pairan                              |
| 40             | 2003           | Bong Joon-ho                  | 봉준호         | Memories of Murder                               | 살인의 추억               | Salinui chueok                      |
| 41             | 2004           | Park Chan-wook                | 박찬욱         | Oldboy                                           | 올드보이                  | Oldeuboi                            |
| 42             | 2005           | Song Hae-sung                 | 송해성         | Rikidōzan                                        | 역도산                    | Yeokdosan                           |
| 43             | 2006           | Lee Joon-ik                   | 이준익         | King and the Clown                               | 왕의 남자                 | Wang-ui namja                       |
| 44             | 2007           | Bong Joon-ho                  | 봉준호         | The Host                                         | 괴물                      | Gwoemul                             |
| 45             | 2008           | Na Hong-jin                   | 나홍진         | The Chaser                                       | 추격자                    | Chugyeokja                          |
| 46             | 2009           | Kim Yong-hwa                  | 김용화         | Take Off                                         | 국가대표                  | Gukga daepyo                        |
| 47             | 2010           | Kang Woo-suk                  | 강우석         | Moss                                             | 이끼                      | Iggi                                |
| 48             | 2011           | Kang Hyeong-cheol             | 강형철         | Sunny                                            | 써니                      | Sseoni                              |
| 49             | 2012           | Choo Chang-min                | 추창민         | Masquerade                                       | 광해:왕이 된 남자         | Gwanghae: Wangyidoen Namja          |
| 50             | 2013           | Han Jae-rim                   | 한재림         | The Face Reader                                  | 관상                      | Gwansang                            |
| 51             | 2014           | Kim Seong-hun                 | 김성훈         | A Hard Day                                       | 끝까지 간다               | Kkeutkkaji Ganda                    |
| 52             | 2015           | Yoon Je-kyoon                 | 윤제균         | Ode to My Father                                 | 국제시장                  | Gukjesijang                         |
| 53             | 2016           | Woo Min-ho                    | 우민호         | Inside Men                                       | 내부자들                  | Naebujadeul                         |
| 54             | 2017           | Lee Joon-ik                   | 이준익         | Anarchist from Colony                            | 박열                      | Park Yeol                           |
| 55             | 2018           | Jang Joon-hwan                | 장준환         | 1987: When the Day Comes                         | 1987                      | 1987                                |
| 56             | 2020           | Bong Joon-ho                  | 봉준호         | Parasite                                         | 기생충                    | Gisaengchung                        |
| 57             | 2020/2021      | —                             | —              | —                                                | —                         | —                                   |
| 58             | 2022           | Byun Sung-hyun                | 변성현         | Kingmaker                                        | 킹메이커                  | Kingmeikeo                          |

| Melhor Ator | Melhor Ator | Melhor Ator     | Melhor Ator | Melhor Ator                   | Melhor Ator              | Melhor Ator                          |
| Edição      | Ano         | Ator            | Hangul      | Filme (em inglês)             | Film (em coreano)        | Transliteração                       |
| ----------- | ----------- | --------------- | ----------- | ----------------------------- | ------------------------ | ------------------------------------ |
| 36          | 1999        | Choi Min-sik    | 최민식      | Shiri                         | 쉬리                     | Swiri                                |
| 37          | 2000        | Choi Min-soo    | 최민수      | Phantom: The Submarine        | 유령                     | Yu Ryeong                            |
| 38          | 2001        | Song Kang-ho    | 송강호      | Joint Security Area           | 공동경비구역 JSA         | Gongdong Gyeongbi Guyeok JSA         |
| 39          | 2002        | Sol Kyung-gu    | 설경구      | Public Enemy                  | 공공의 적                | Gonggongui Jeog                      |
| 40          | 2003        | Song Kang-ho    | 송강호      | Memories of Murder            | 살인의 추억              | Salinui Chueok                       |
| 41          | 2004        | Choi Min-sik    | 최민식      | Oldboy                        | 올드보이                 | Oldeuboi                             |
| 42          | 2005        | Cho Seung-woo   | 조승우      | Marathon                      | 말아톤                   | Maraton                              |
| 43          | 2006        | Kam Woo-sung    | 감우성      | King and the Clown            | 왕의남자                 | Wang-ui Namja                        |
| 44          | 2007        | Ahn Sung-ki     | 안성기      | Radio Star                    | 라디오 스타              | Radio Seuta                          |
| 45          | 2008        | Kim Yoon-seok   | 김윤석      | The Chaser                    | 추격자                   | Chugyeogja                           |
| 46          | 2009        | Kim Myung-min   | 김명민      | Closer to Heaven              | 내 사랑 내 곁에          | Nae sarang nae gyeotae               |
| 47          | 2010        | Won Bin         | 원빈        | The Man from Nowhere          | 아저씨                   | Ajeossi                              |
| 48          | 2011        | Park Hae-il     | 박해일      | War of the Arrows             | 최종병기 활              | Choejongbyeonggi Hwal                |
| 49          | 2012        | Lee Byung-hun   | 이병헌      | Masquerade                    | 광해:왕이 된 남자        | Gwanghae: Wangyidoen Namja           |
| 50          | 2013        | Ryu Seung-ryong | 류승룡      | Miracle in Cell No. 7         | 7번방의 선물             | 7beonbangui Seonmul                  |
| 50          | 2013        | Song Kang-ho    | 송강호      | The Face Reader               | 관상                     | Gwansang                             |
| 51          | 2014        | Choi Min-sik    | 최민식      | The Admiral: Roaring Currents | 명량                     | Myeongryang                          |
| 52          | 2015        | Hwang Jung-min  | 황정민      | Ode to My Father              | 국제시장                 | Gukjesijang                          |
| 53          | 2016        | Lee Byung-hun   | 이병헌      | Inside Men                    | 내부자들                 | Naebujadeul                          |
| 54          | 2017        | Sol Kyung-gu    | 설경구      | The Merciless                 | 불한당: 나쁜 놈들의 세상 | Bulhandang: Nabbeun Nomdeului Sesang |
| 55          | 2018        | Hwang Jung-min  | 황정민      | The Spy Gone North            | 공작                     | Gongjak                              |
| 55          | 2018        | Lee Sung-min    | 이성민      | The Spy Gone North            | 공작                     | Gongjak                              |
| 56          | 2019        | Lee Byung-hun   | 이병헌      | Ashfall                       | 백두산                   | baekdusan                            |
| 57          | 2020/2021   | —               | —           | —                             | —                        | —                                    |
| 58          | 2022        | Park Hae-il     | 박해일      | Decision to Leave             | 헤어질 결심              | Heojil gyeolsim                      |

| Melhor Atriz | Melhor Atriz | Melhor Atriz   | Melhor Atriz | Melhor Atriz               | Melhor Atriz         | Melhor Atriz                |
| Edição       | Ano          | Atriz          | Hangul       | Filme (em inglês)          | Film (em coreano)    | Transliteração              |
| ------------ | ------------ | -------------- | ------------ | -------------------------- | -------------------- | --------------------------- |
| 36           | 1999         | Shim Eun-ha    | 심은하       | Art Museum by the Zoo      | 미술관 옆 동물원     | Misulgwan yup dongmulwon    |
| 37           | 2000         | Jeon Do-yeon   | 전도연       | The Harmonium in My Memory | 내 마음의 풍금       | Nae Maeumui Pongkeum        |
| 38           | 2001         | Ko So-young    | 고소영       | A Day                      | 하루                 | Haru                        |
| 39           | 2002         | Jun Ji-hyun    | 전지현       | My Sassy Girl              | 엽기적인 그녀        | Yeopgijeogin Geunyeo        |
| 40           | 2003         | Lee Mi-yeon    | 이미연       | Addicted                   | 중독                 | Jungdok                     |
| 41           | 2004         | Moon So-ri     | 문소리       | A Good Lawyer's Wife       | 바람난 가족          | Baramnan Kajok              |
| 42           | 2005         | Kim Hye-soo    | 김혜수       | Hypnotized                 | 얼굴없는 미녀        | Eolguleobtneun Minyeo       |
| 43           | 2006         | Jeon Do-yeon   | 전도연       | You Are My Sunshine        | 너는 내 운명         | Neoneun Nae Unmyeong        |
| 44           | 2007         | Kim Ah-joong   | 김아중       | 200 Pounds Beauty          | 미녀는 괴로워        | Minyeoneun Goerowo          |
| 45           | 2008         | Kim Yun-jin    | 김윤진       | Seven Days                 | 세븐 데이즈          | Se-beun De-i-jeu            |
| 46           | 2009         | Soo Ae         | 수애         | Sunny                      | 님은 먼곳에          | Nimeun Meongose             |
| 47           | 2010         | Yoon Jeong-hee | 윤정희       | Poetry                     | 시                   | Shi                         |
| 48           | 2011         | Kim Ha-neul    | 김하늘       | Blind                      | 블라인드             | Beulraindeu                 |
| 49           | 2012         | Jo Min-su      | 조민수       | Pietà                      | 피에타               | Pietà                       |
| 50           | 2013         | Uhm Jung-hwa   | 엄정화       | Montage                    | 몽타주               | Mongtaju                    |
| 51           | 2014         | Son Ye-jin     | 손예진       | The Pirates                | 해적: 바다로 간 산적 | Haejeok: Badaro Gan Sanjeok |
| 52           | 2015         | Jun Ji-hyun    | 전지현       | Assassination              | 암살                 | Amsal                       |
| 53           | 2016         | Son Ye-jin     | 손예진       | The Last Princess          | 덕혜옹주             | Deokhye-ongju               |
| 54           | 2017         | Choi Hee-seo   | 최희서       | Anarchist from Colony      | 박열                 | Park Yeol                   |
| 55           | 2018         | Na Moon-hee    | 나문희       | I Can Speak                | 아이 캔 스피크       | Ai Kaen Seupikeu            |
| 56           | 2019         | Jung Yu-mi     | 정유미       | Kim Ji-young: Born 1982    | 82년생 김지영        | 82 Nyeonsaeng Gim Jiyeong   |
| 57           | 2020/2021    | —              | —            | —                          | —                    | —                           |
| 58           | 2022         | Yum Jung-ah    | 염정아       | Life Is Beautiful          | 인생은 아름다워      | Insaeng-eun Aleumdawo       |

| Melhor Ator Coadjuvante | Melhor Ator Coadjuvante | Melhor Ator Coadjuvante | Melhor Ator Coadjuvante | Melhor Ator Coadjuvante | Melhor Ator Coadjuvante | Melhor Ator Coadjuvante     |
| Edição                  | Ano                     | Ator                    | Hangul                  | Filme (em inglês)       | Filme (em coreano)      | Transliteração              |
| ----------------------- | ----------------------- | ----------------------- | ----------------------- | ----------------------- | ----------------------- | --------------------------- |
| 36                      | 1999                    | Jung Jin-young          | 정진영                  | A Promise               | 약속                    | Yaksok                      |
| 37                      | 2000                    | Joo Jin-mo              | 주진모                  | Happy End               | 해피엔드                | Haepi endeu                 |
| 38                      | 2001                    | Jung Eun-pyo            | 정은표                  | Kilimanjaro             | 킬리만자로              | Kilimanjaro                 |
| 39                      | 2002                    | Nakamura Tōru           | 나카무라 토오루         | 2009 Lost Memories      | 2009 로스트메모리즈     | 2009 Loseutumemorijeu       |
| 40                      | 2003                    | Baek Yoon-sik           | 백윤식                  | Save the Green Planet!  | 지구를 지켜라!          | Jigureul Jikyeora!          |
| 41                      | 2004                    | Heo Joon-ho             | 허준호                  | Silmido                 | 실미도                  | Silmido                     |
| 42                      | 2005                    | Hwang Jung-min          | 황정민                  | A Bittersweet Life      | 달콤한 인생             | Dalkomhan insaeng           |
| 43                      | 2006                    | Yoo Hae-jin             | 유해진                  | King and the Clown      | 왕의 남자               | Wang-ui namja               |
| 44                      | 2007                    | Kim Yoon-seok           | 김윤석                  | Tazza: The High Rollers | 타짜                    | Tajja                       |
| 45                      | 2008                    | Yoo Jun-sang            | 유준상                  | Wide Awake              | 리턴                    | Riteon                      |
| 46                      | 2009                    | Jin Goo                 | 진구                    | Mother                  | 마더                    | Madeo                       |
| 47                      | 2010                    | Kim Hee-ra              | 김희라                  | Poetry                  | 시                      | Shi                         |
| 47                      | 2010                    | Song Sae-byeok          | 송새벽                  | The Servant             | 방자전                  | Bangjajeon                  |
| 48                      | 2011                    | Jo Sung-ha              | 조성하                  | The Yellow Sea          | 황해                    | Hwanghae                    |
| 49                      | 2012                    | Ryu Seung-ryong         | 류승룡                  | Masquerade              | 광해:왕이 된 남자       | Gwanghae: Wangyidoen Namja  |
| 50                      | 2013                    | Jo Jung-suk             | 조정석                  | The Face Reader         | 관상                    | Gwansang                    |
| 51                      | 2014                    | Yoo Hae-jin             | 유해진                  | The Pirates             | 해적: 바다로 간 산적    | Haejeok: Badaro Gan Sanjeok |
| 52                      | 2015                    | Oh Dal-su               | 오달수                  | Ode to My Father        | 국제시장                | Gukjesijang                 |
| 53                      | 2016                    | Uhm Tae-goo             | 엄태구                  | The Age of Shadows      | 밀정                    | Miljeong                    |
| 54                      | 2017                    | Bae Seong-woo           | 배성우                  | The King                | 더 킹                   | Deo king                    |
| 55                      | 2018                    | Kim Joo-hyuk            | 김주혁                  | Believer                | 독전                    | Dokjeon                     |
| 56                      | 2019                    | Jin Seon-kyu            | 진선규                  | Extreme Job             | 극한직업                | geughanjigeob               |
| 57                      | 2020/2021               | —                       | —                       | —                       | —                       | —                           |
| 58                      | 2022                    | Byun Yo-han             | 변요한                  | Hansan: Rising Dragon   | 한산: 용의 출현         | Hansan: Yongui Chulhyeon    |

| Melhor Atriz Coadjuvante | Melhor Atriz Coadjuvante | Melhor Atriz Coadjuvante | Melhor Atriz Coadjuvante | Melhor Atriz Coadjuvante                 | Melhor Atriz Coadjuvante                                   | Melhor Atriz Coadjuvante                                                         |
| Edição                   | Ano                      | Atriz                    | Hangul                   | Filme (em inglês)                        | Film (em coreano)                                          | Transliteração                                                                   |
| ------------------------ | ------------------------ | ------------------------ | ------------------------ | ---------------------------------------- | ---------------------------------------------------------- | -------------------------------------------------------------------------------- |
| 36                       | 1999                     | Lee Mi-yeon              | 이미연                   | Whispering Corridors                     | 여고괴담                                                   | Yeogogoedam                                                                      |
| 37                       | 2000                     | Kim Yeo-jin              | 김여진                   | Peppermint Candy                         | 박하사탕                                                   | Pakha Satang                                                                     |
| 38                       | 2001                     | Yoon So-jung             | 윤소정                   | A Day                                    | 하루                                                       | Haru                                                                             |
| 39                       | 2002                     | Bang Eun-jin             | 방은진                   | Address Unknown                          | 수취인불명                                                 | Suchwiin bulmyeong                                                               |
| 40                       | 2003                     | Song Yun-ah              | 송윤아                   | Jail Breakers                            | 광복절 특사                                                | Gwangbokjeol teuksa                                                              |
| 41                       | 2004                     | Kim Ga-yeon              | 김가연                   | Mr. Handy                                | 어디선가 누군가에 무슨일이 생기면 틀림없이 나타난다 홍반장 | Eodiseonga nugungae museunili saengkimyeon teulrimeobshi natananda Hong Ban-jang |
| 42                       | 2005                     | Na Moon-hee              | 나문희                   | Crying Fist                              | 주먹이 운다                                                | Jumeoki Unda                                                                     |
| 43                       | 2006                     | Kang Hye-jung            | 강혜정                   | Welcome to Dongmakgol                    | 웰컴 투 동막골                                             | Welkeom tu dongmakgol                                                            |
| 44                       | 2007                     | Shim Hye-jin             | 심혜진                   | Over the Border                          | 국경의 남쪽                                                | Gukgyeong-ui namjjok                                                             |
| 45                       | 2008                     | Kim Hae-sook             | 김해숙                   | Open City                                | 무방비 도시                                                | Mubangbi Doshi                                                                   |
| 46                       | 2009                     | Kim Young-ae             | 김영애                   | Goodbye Mom                              | 애자                                                       | Aeja                                                                             |
| 47                       | 2010                     | Youn Yuh-jung            | 윤여정                   | The Housemaid                            | 하녀                                                       | Hanyeo                                                                           |
| 48                       | 2011                     | Shim Eun-kyung           | 심은경                   | Romantic Heaven                          | 로맨틱 헤븐                                                | Romaentik Hebeun                                                                 |
| 49                       | 2012                     | Kim Hae-sook             | 김해숙                   | The Thieves                              | 도둑들                                                     | Dodukdeul                                                                        |
| 50                       | 2013                     | Jang Young-nam           | 장영남                   | A Werewolf Boy                           | 늑대소년                                                   | Neukdae Sonyeon                                                                  |
| 51                       | 2014                     | Kim Young-ae             | 김영애                   | The Attorney                             | 변호인                                                     | Byeonhoin                                                                        |
| 52                       | 2015                     | Kim Hae-sook             | 김해숙                   | The Throne                               | 사도                                                       | Sado                                                                             |
| 53                       | 2016                     | Ra Mi-ran                | 라미란                   | The Last Princess                        | 덕혜옹주                                                   | Deokhye-ongju                                                                    |
| 54                       | 2017                     | Kim So-jin               |                          | The King                                 | 더 킹                                                      | Deo king                                                                         |
| 55                       | 2018                     | Jin Seo-yeon             | 진서연                   | Believer                                 | 독전                                                       | Dokjeon                                                                          |
| 56                       | 2019                     | Lee Jung-eun             | 이정은                   | Parasite                                 | 기생충                                                     | Gisaengchung                                                                     |
| 57                       | 2020/2021                | —                        | —                        | —                                        | —                                                          | —                                                                                |
| 58                       | 2022                     | Im Yoon-ah               | 임윤아                   | Confidential Assignment 2: International | 공조2: 인터내셔날                                          | Gongjo2: inteonaesyeonal                                                         |

| Melhor Diretor Revelação | Melhor Diretor Revelação | Melhor Diretor Revelação | Melhor Diretor Revelação | Melhor Diretor Revelação           | Melhor Diretor Revelação | Melhor Diretor Revelação          |
| Edição                   | Ano                      | Diretor                  | Hangul                   | Filme (em inglês)                  | Filme (em coreano)       | Transliteração                    |
| ------------------------ | ------------------------ | ------------------------ | ------------------------ | ---------------------------------- | ------------------------ | --------------------------------- |
| 36                       | 1999                     | Hur Jin-ho               | 허진호                   | Christmas in August                | 8월의 크리스마스         | 8(Pal)wolui Keuriseumaseu         |
| 36                       | 1999                     | Lee Jeong-hyang          | 이정향                   | Art Museum by the Zoo              | 미술관 옆 동물원         | Misulgwan yup dongmulwon          |
| 37                       | 2000                     | Min Byung-chun           | 민병천                   | Phantom: The Submarine             | 유령                     | Yu Ryeong                         |
| 38                       | 2001                     | Im Sang-soo              | 임상수                   | Tears                              | 눈물                     | Nunmul                            |
| 39                       | 2002                     | Lee Si-myung             | 이시명                   | 2009 Lost Memories                 | 2009 로스트메모리즈      | 2009 Loseutumemorijeu             |
| 40                       | 2003                     | Jang Joon-hwan           | 장준환                   | Save the Green Planet!             | 지구를 지켜라!           | Jigureul Jikyeora!                |
| 41                       | 2004                     | Choi Dong-hoon           | 최동훈                   | The Big Swindle                    | 범죄의 재구성            | Beomjweui jaeguseong              |
| 42                       | 2005                     | Jeong Yoon-cheol         | 정윤철                   | Marathon                           | 말아톤                   | Maraton                           |
| 43                       | 2006                     | Han Jae-rim              | 한재림                   | Rules of Dating                    | 연애의 목적              | Yeonae-ui mokjeok                 |
| 44                       | 2007                     | Kwon Hyung-jin           | 권형진                   | For Horowitz                       | 호로비츠를 위하여        | Horowitz-reul Wihayeo             |
| 45                       | 2008                     | Oh Jeom-kyun             | 오점균                   | Viva! Love                         | 경축! 우리사랑           | Kyeongchuk! Urisarang             |
| 46                       | 2009                     | Lee Ho-jae               | 이호재                   | The Scam                           | 작전                     | Jakjeon                           |
| 47                       | 2010                     | Jang Cheol-soo           | 장철수                   | Bedevilled                         | 김복남 살인사건의 전말   | Kim Bok-nam Salinsageonui Jeonmal |
| 48                       | 2011                     | Yoon Sung-hyun           | 윤성현                   | Bleak Night                        | 파수꾼                   | Pasuggun                          |
| 49                       | 2012                     | Choi Jong-tae            | 최종태                   | Hand in Hand                       | 해로                     | Haero                             |
| 50                       | 2013                     | Jung Byung-gil           | 정병길                   | Confession of Murder               | 내가 살인범이다          | Naega Salinbeomida                |
| 51                       | 2014                     | Yang Woo-suk             | 양우석                   | The Attorney                       | 변호인                   | Byeonhoin                         |
| 52                       | 2015                     | Baik                     | 백감독                   | The Beauty Inside                  | 뷰티 인사이드            | Byuti Insaideu                    |
| 53                       | 2016                     | Cho Jung-rae             | 조정래                   | Spirits' Homecoming                | 귀향                     |                                   |
| 54                       | 2017                     | Um Tae-hwa               | 엄태화                   | Vanishing Time: A Boy Who Returned | 가려진 시간              | Garyeojin Shigan                  |
| 55                       | 2018                     | Jeon Go-woon             | 전고운                   | Microhabitat                       | 소공녀                   | So-gong-nyeo                      |
| 56                       | 2019                     | Kim Bo-ra                | 김보라                   | House of Hummingbird               | 벌새                     | beolsae                           |
| 57                       | 2020/2021                | —                        | —                        | —                                  | —                        | —                                 |
| 58                       | 2022                     | Park Yi-woong            | 박이웅                   | The Girl on a Bulldozer            | 불도저에 탄 소녀         | Buldojeoe Tan Sonyeo              |

| Melhor Ator Revelação | Melhor Ator Revelação | Melhor Ator Revelação | Melhor Ator Revelação | Melhor Ator Revelação     | Melhor Ator Revelação | Melhor Ator Revelação       |
| Edição                | Ano                   | Ator                  | Hangul                | Filme (em inglês)         | Filme (em coreano)    | Transliteração              |
| --------------------- | --------------------- | --------------------- | --------------------- | ------------------------- | --------------------- | --------------------------- |
| 36                    | 1999                  | Lee Sung-jae          | 이성재                | Art Museum by the Zoo     | 미술관 옆 동물원      | Misulgwan yup dongmulwon    |
| 37                    | 2000                  | Sol Kyung-gu          | 설경구                | Peppermint Candy          | 박하사탕              | Pakha Satang                |
| 38                    | 2001                  | Ryoo Seung-bum        | 류승범                | Die Bad                   | 죽거나 혹은 나쁘거나  | Jukgeona hokeun nabbeugeona |
| 39                    | 2002                  | Lee Jong-soo          | 이종수                | Kick the Moon             | 신라의 달밤           | Shinlaui dalbam             |
| 40                    | 2003                  | Kwon Sang-woo         | 권상우                | My Tutor Friend           | 동갑내기 과외하기     | Donggabnaegi gwaoehagi      |
| 41                    | 2004                  | Kim Rae-won           | 김래원                | My Little Bride           | 어린 신부             | Eorin sinbu                 |
| 42                    | 2005                  | Go Soo                | 고수                  | Some                      | 썸                    | Sseom                       |
| 43                    | 2006                  | Lee Joon-gi           | 이준기                | King and the Clown        | 왕의 남자             | Wang-ui namja               |
| 44                    | 2007                  | Ryu Deok-hwan         | 류덕환                | Like a Virgin             | 천하장사 마돈나       | Cheonhajangsa Madonna       |
| 45                    | 2008                  | Daniel Henney         | 다니엘 헤니           | My Father                 | 마이파더              | Mai Padeo                   |
| 46                    | 2009                  | Kang Ji-hwan          | 강지환                | My Girlfriend Is an Agent | 7급 공무원            | 7Keup Kongmuwon             |
| 47                    | 2010                  | Jung Woo              | 정우                  | Wish                      | 바람                  | Baram                       |
| 48                    | 2011                  | Lee Je-hoon           | 이제훈                | Bleak Night               | 파수꾼                | Pasuggun                    |
| 49                    | 2012                  | Kim Sung-kyun         | 김성균                | The Neighbor              | 이웃사람              | Iutsaram                    |
| 50                    | 2013                  | Kim Soo-hyun          | 김수현                | Secretly, Greatly         | 은밀하게 위대하게     | Eunmilhage Widaehage        |
| 51                    | 2014                  | Park Yoochun          | 박유천                | Haemoo                    | 해무                  | Haemu                       |
| 52                    | 2015                  | Lee Min-ho            | 이민호                | Gangnam Blues             | 강남 1970             | Gangnam 1970                |
| 53                    | 2016                  | Jung Ga-ram           | 정가람                | 4th Place                 | 4등                   | 4-deung                     |
| 54                    | 2017                  | Park Seo-joon         | 박서준                | Midnight Runners          | 청년경찰              | Cheongnyeon gyeongchal      |
| 55                    | 2018                  | Lee Ga-sub            | 이가섭                | The Seeds of Violence     | 폭력의 씨앗           | Pokryeokui Ssiat            |
| 56                    | 2019                  | Jung Hae-in           | 정해인                | Tune in for Love          | 유열의 음악앨범       | yuyeoleui eumagaelbeom      |
| 57                    | 2020/2021             | —                     | —                     | —                         | —                     | —                           |
| 58                    | 2022                  | Mu Jin-sung           | 무진성                | Perhaps Love              | 장르만 로맨스         | Jangleuman Lomaenseu        |

| Melhor Atriz Revelação | Melhor Atriz Revelação | Melhor Atriz Revelação | Melhor Atriz Revelação | Melhor Atriz Revelação                | Melhor Atriz Revelação | Melhor Atriz Revelação |
| Edição                 | Ano                    | Atriz                  | Hangul                 | Filme (em inglês)                     | Filme (em coreano)     | Transliteração         |
| ---------------------- | ---------------------- | ---------------------- | ---------------------- | ------------------------------------- | ---------------------- | ---------------------- |
| 36                     | 1999                   | Kim Yun-jin            | 김윤진                 | Shiri                                 | 쉬리                   | Swiri                  |
| 37                     | 2000                   | Lee Jae-eun            | 이재은                 | Yellow Hair                           | 노랑머리               | Norang Meori           |
| 37                     | 2000                   | Ha Ji-won              | 하지원                 | Truth Game                            | 진실게임               | Jinsil Geim            |
| 38                     | 2001                   | Lee Eun-ju             | 이은주                 | Virgin Stripped Bare by Her Bachelors | 오! 수정               | Oh! Su-jeong           |
| 39                     | 2002                   | Seo Won                | 서원                   | Bad Guy                               | 나쁜 남자              | Nappeun namja          |
| 40                     | 2003                   | Son Ye-jin             | 손예진                 | The Classic                           | 클래식                 | Keulraesik             |
| 41                     | 2004                   | Moon Geun-young        | 문근영                 | My Little Bride                       | 어린 신부              | Eorin sinbu            |
| 42                     | 2005                   | Lee Chung-ah           | 이청아                 | Temptation of Wolves                  | 늑대의 유혹            | Neukdaeui yuhok        |
| 43                     | 2006                   | Choo Ja-hyun           | 추자현                 | Bloody Tie                            | 사생결단               | Sasaeng gyeoldan       |
| 44                     | 2007                   | Jo Yi-jin              | 조이진                 | Over the Border                       | 국경의 남쪽            | Gukgyeong-ui namjjok   |
| 45                     | 2008                   | Han Ye-seul            | 한예슬                 | Miss Gold Digger                      | 용의주도 미스신        | Yonguijudo Miseu Shin  |
| 46                     | 2009                   | Kim Kkot-bi            | 김꽃비                 | Breathless                            | 똥파리                 | Ddongpari              |
| 47                     | 2010                   | Lee Min-jung           | 이민정                 | Cyrano Agency                         | 시라노;연애조작단      | Sirano; Yeonaejojakdan |
| 48                     | 2011                   | Moon Chae-won          | 문채원                 | War of the Arrows                     | 최종병기 활            | Choejongbyeonggi Hwal  |
| 49                     | 2012                   | Kim Go-eun             | 김고은                 | A Muse                                | 은교                   | Eungyo                 |
| 50                     | 2013                   | Seo Eun-ah             | 서은아                 | Act                                   | 짓                     | Jit                    |
| 51                     | 2014                   | Lim Ji-yeon            | 임지연                 | Obsessed                              | 인간중독               | Inganjungdok           |
| 52                     | 2015                   | Lee Yoo-young          | 이유영                 | Late Spring                           | 봄                     | Bom                    |
| 53                     | 2016                   | Kim Hwan-hee           | 김환희                 | The Wailing                           | 곡성                   | Gokseong               |
| 54                     | 2017                   | Choi Hee-seo           | 최희서                 | Anarchist from Colony                 | 박열                   | Park Yeol              |
| 55                     | 2018                   | Kim Da-mi              | 김다미                 | The Witch: Part 1. The Subversion     | 마녀                   | Manyeo                 |
| 56                     | 2019                   | Jeon Yeo-been          | 전여빈                 | After My Death                        | 죄 많은 소녀           | joi manheun sonyeo     |
| 57                     | 2020/2021              | —                      | —                      | —                                     | —                      | —                      |
| 58                     | 2022                   | Kim Hye-yoon           | 김혜윤                 | The Girl on a Bulldozer               | 불도저에 탄 소녀       | Buldojeoe Tan Sonyeo   |

| Melhor Roteiro | Melhor Roteiro | Melhor Roteiro                                        | Melhor Roteiro         | Melhor Roteiro              | Melhor Roteiro      | Melhor Roteiro             |
| Edição         | Ano            | Roteirista                                            | Hangul                 | Filme (em inglês)           | Filme (em coreano)  | Transliteração             |
| -------------- | -------------- | ----------------------------------------------------- | ---------------------- | --------------------------- | ------------------- | -------------------------- |
| 36             | 1999           | (Original) Oh Seung-uk                                | 오승욱                 | Christmas in August         | 8월의 크리스마스    | 8(Pal)wolui Keuriseumaseu  |
| 36             | 1999           | (Adaptado) Woo Byung-gil                              | 우병길                 | Kazoku Cinema               | 가족 시네마         | Gajok Sinaema              |
| 37             | 2000           | (Original) Lee Chang-dong                             | 이창동                 | Peppermint Candy            | 박하사탕            | Pakha Satang               |
| 37             | 2000           | (Adaptado) Lee Young-jae                              | 이영재                 | The Harmonium in My Memory  | 내 마음의 풍금      | Nae Maeumui Punggeum       |
| 38             | 2001           | Go Eun-nim                                            | 고은님                 | Bungee Jumping of Their Own | 번지점프를 하다     | Beonjijeompeu-reul hada    |
| 39             | 2002           | (Original) Lee Jeong-hyang                            | 이정향                 | The Way Home                | 집으로              | Jib Euro                   |
| 39             | 2002           | (Adaptado) Kwak Jae-yong                              | 곽재용                 | My Sassy Girl               | 엽기적인 그녀       | Yeopgijeogin Geunyeo       |
| 40             | 2003           | Jang Kyu-sung, Lee Won-hyeong                         | 장규성, 이원형         | My Teacher, Mr. Kim         | 선생 김봉두         | Seonsaeng Kim Bong-du      |
| 41             | 2004           | (Original) Choi Dong-hoon                             | 최동훈                 | The Big Swindle             | 범죄의 재구성       | Beomjweui jaeguseong       |
| 41             | 2004           | (Adaptado) Kim Hee-jae                                | 김희재                 | Silmido                     | 실미도              | Silmido                    |
| 42             | 2005           | (Original) Jeong Yoon-cheol, Yoon Jin-ho, Song Ye-jin | 정윤철, 윤진호, 송예진 | Marathon                    | 말아톤              | Maraton                    |
| 42             | 2005           | (Adaptado) Kim Young-ha                               | 김영하                 | A Moment to Remember        | 내 머리 속의 지우개 | Nae Meorisogui Jiugae      |
| 43             | 2006           | Choi Seok-hwan                                        | 최석환                 | King and the Clown          | 왕의 남자           | Wang-ui namja              |
| 44             | 2007           | Kim Tae-yong, Sung Ki-young                           | 김태용, 성기영         | Family Ties                 | 가족의 탄생         | Gajokeui tansaeng          |
| 45             | 2008           | Park Yoon                                             | 박윤                   | Viva! Love                  | 경축! 우리사랑      | Kyeongchuk! Urisarang      |
| 46             | 2009           | Kim Ki-duk, Jang Hoon                                 | 김기덕, 장훈           | Rough Cut                   | 영화는 영화다       | Yeonghwanun Yeonghwada     |
| 47             | 2010           | Lee Chang-dong                                        | 이창동                 | Poetry                      | 시                  | Shi                        |
| 48             | 2011           | Choi Min-seok                                         | 최민석                 | Blind                       | 블라인드            | Beulraindeu                |
| 49             | 2012           | Hwang Jo-yoon                                         | 황조윤                 | Masquerade                  | 광해:왕이 된 남자   | Gwanghae: Wangyidoen Namja |
| 50             | 2013           | Lee Hwan-kyung                                        | 이환경                 | Miracle in Cell No. 7       | 7번방의 선물        | 7beonbangui Seonmul        |
| 51             | 2014           | Yang Woo-suk, Yoon Hyeon-ho                           | 양우석, 윤현호         | The Attorney                | 변호인              | Byeonhoin                  |
| 52             | 2015           | Park Su-jin                                           | 박수진                 | Ode to My Father            | 국제시장            | Gukjesijang                |
| 53             | 2016           | Woo Min-ho                                            | 우민호                 | Inside Men                  | 내부자들            | Naebujadeul                |
| 54             | 2017           | Han Jae-rim                                           | 한재림                 | The King                    | 더 킹               | Deo king                   |
| 55             | 2018           | Jeon Go-woon                                          | 전고운                 | Microhabitat                | 소공녀              | So-gong-nyeo               |
| 56             | 2019           | Bong Joon-ho, Han Jin-won                             | 봉준호, 한진원         | Parasite                    | 기생충              | Gisaengchung               |
| 57             | 2020/2021      | —                                                     | —                      | —                           | —                   | —                          |
| 58             | 2022           | Park Chan-wook, Jung Seo-kyung                        | 박찬욱, 정서경         | Decision to Leave           | 헤어질 결심         | Heojil gyeolsim            |

| Melhor Fotografia | Melhor Fotografia | Melhor Fotografia               | Melhor Fotografia | Melhor Fotografia           | Melhor Fotografia   | Melhor Fotografia               |
| Edição            | Ano               | Diretor de fotografia           | Hangul            | Filme (em inglês)           | Filme (em coreano)  | Transliteração                  |
| ----------------- | ----------------- | ------------------------------- | ----------------- | --------------------------- | ------------------- | ------------------------------- |
| 36                | 1999              | Kim Hyung-koo                   | 김형구            | Spring in My Hometown       | 아름다운 시절       | Areumdawoon shijul              |
| 37                | 2000              | Jeong Kwang-seok, Song Haeng-ki | 정광석, 송행기    | Nowhere to Hide             | 인정사정 볼 것 없다 | Injeong sajeong bol geot eobtda |
| 38                | 2001              | Seo Jeong-min                   | 서정민            | Libera Me                   | 리베라 메           | Libera mae                      |
| 39                | 2002              | Kim Yun-su                      | 김윤수            | The Last Witness            | 흑수선              | Heugsuseon                      |
| 40                | 2003              | Jeong Kwang-seok                | 정광석            | Jail Breakers               | 광복절 특사         | Gwangbokjeol teuksa             |
| 41                | 2004              | Hong Kyung-pyo                  | 홍경표            | Taegukgi                    | 태극기 휘날리며     | Taegukgi Hwinallimyo            |
| 42                | 2005              | Kim Hyung-koo                   | 김형구            | Rikidōzan                   | 역도산              | Yeokdosan                       |
| 43                | 2006              | Ji Gil-woong                    | 지길웅            | King and the Clown          | 왕의 남자           | Wang-ui namja                   |
| 44                | 2007              | Park Hyun-cheol                 | 박현철            | 200 Pounds Beauty           | 미녀는 괴로워       | Minyeoneun Goerowo              |
| 45                | 2008              | Lee Sung-jae                    | 이성제            | The Chaser                  | 추격자              | Chugyeokja                      |
| 46                | 2009              | Park Hee-ju                     | 박희주            | Portrait of a Beauty        | 미인도              | Miindo                          |
| 47                | 2010              | Kim Sung-bok                    | 김성복            | Moss                        | 이끼                | Iggi                            |
| 48                | 2011              | Kim Woo-hyung                   | 김우형            | The Front Line              | 고지전              | Gojijeon                        |
| 49                | 2012              | Lee Tae-yoon                    | 이태윤            | Masquerade                  | 광해:왕이 된 남자   | Gwanghae: Wangyidoen Namja      |
| 50                | 2013              | Choi Young-hwan                 | 최영환            | The Berlin File             | 베를린              | Bereullin                       |
| 51                | 2014              | Kim Tae-seong                   | 김태성            | A Hard Day                  | 끝까지 간다         | Kkeutkkaji Ganda                |
| 52                | 2015              | Choi Young-hwan                 | 최영환            | Ode to My Father            | 국제시장            | Gukjesijang                     |
| 53                | 2016              | Hong Kyung-pyo                  |                   | The Wailing                 | 곡성                | Gokseong                        |
| 54                | 2017              | Park Jung-hoon                  | 박정훈            | The Villainess              | 악녀                | Aknyeo                          |
| 55                | 2018              | Kim Ji-yong                     |                   | The Fortress                | 남한산성            | Namhan sanseong                 |
| 56                | 2019              | Kim Young-ho                    |                   | The Battle: Roar to Victory | 봉오동 전투         | Bong-odong jeontu               |
| 57                | 2020/2021         | —                               | —                 | —                           | —                   | —                               |
| 58                | 2022              | Ju Seong-rim                    | 주성림            | The Roundup                 | 범죄도시2           | Beomjoedosi 2                   |

| Melhor Edição | Melhor Edição | Melhor Edição                 | Melhor Edição  | Melhor Edição           | Melhor Edição      | Melhor Edição              |
| Edição        | Ano           | Editor                        | Hangul         | Filme (em inglês)       | Filme (em coreano) | Transliteração             |
| ------------- | ------------- | ----------------------------- | -------------- | ----------------------- | ------------------ | -------------------------- |
| 36            | 1999          | Park Gok-ji                   | 박곡지         | Shiri                   | 쉬리               | Swiri                      |
| 37            | 2000          | Ko Im-pyo                     | 고임표         | Phantom: The Submarine  | 유령               | Yu Ryeong                  |
| 38            | 2001          | Park Soon-deok                | 박순덕         | Libera Me               | 리베라 메          | Libera mae                 |
| 39            | 2002          | Kim Hyeon                     | 김현           | Musa                    | 무사               | Musa                       |
| 40            | 2003          | Park Gok-ji                   | 박곡지         | Champion                | 챔피언             | Chaempieon                 |
| 41            | 2004          | Kim Sang-bum                  | 김상범         | Oldboy                  | 올드보이           | Oldeuboi                   |
| 42            | 2005          | Nam Na-yeong                  | 남나영         | Crying Fist             | 주먹이 운다        | Jumeoki Unda               |
| 43            | 2006          | Kim Sang-bum                  | 김상범         | Murder, Take One        | 사생결단           | Sasaeng gyeoldan           |
| 44            | 2007          | Kim Sun-min                   | 김선민         | The Host                | 괴물               | Goemul                     |
| 45            | 2008          | Shin Min-kyung                | 신민경         | Seven Days              | 세븐 데이즈        | Sebeun Deijeu              |
| 46            | 2009          | Kim Hyeon                     | 김현           | The Divine Weapon       | 신기전             | Singijeon                  |
| 47            | 2010          | Kim Sang-bum, Kim Jae-bum     | 김상범, 김재범 | The Man from Nowhere    | 아저씨             | Ajeossi                    |
| 48            | 2011          | Nam Na-yeong                  | 남나영         | Sunny                   | 써니               | Sseoni                     |
| 49            | 2012          | Nam Na-yeong                  | 남나영         | Masquerade              | 광해:왕이 된 남자  | Gwanghae: Wangyidoen Namja |
| 50            | 2013          | Steve M. Choe, Kim Chang-ju   | 최민영, 김창주 | Snowpiercer             | 설국열차           | Seolgungnyeolcha           |
| 51            | 2014          | Shin Min-kyung                | 신민경         | The Divine Move         | 신의 한 수         | Sin-ui Hansu               |
| 52            | 2015          | Lee Jin                       | 이진           | Ode to My Father        | 국제시장           | Gukjesijang                |
| 53            | 2016          | Kim Sun-min                   |                | The Wailing             | 곡성               | Gokseong                   |
| 54            | 2017          | Sin Min-kyeong                |                | The King                | 더 킹              | Deo king                   |
| 55            | 2018          | Kim Hyung-joo, Yang Dong-yeop |                | Gonjiam: Haunted Asylum | 곤지암             | Gonjiam                    |
| 56            | 2019          | Lee Gang-hui                  |                | Exit                    | 엑시트             | Ek-si-teu                  |
| 57            | 2020/2021     | —                             | —              | —                       | —                  | —                          |
| 58            | 2022          | Kim Seon-min                  | 김선민         | The Roundup             | 범죄도시2          | Beomjoedosi 2              |

| Melhor Direção Artística | Melhor Direção Artística | Melhor Direção Artística                    | Melhor Direção Artística | Melhor Direção Artística                  | Melhor Direção Artística      | Melhor Direção Artística                        |
| Edição                   | Ano                      | Diretor Artístico                           | Hangul                   | Filme (em inglês)                         | Filme (em coreano)            | Transliteração                                  |
| ------------------------ | ------------------------ | ------------------------------------------- | ------------------------ | ----------------------------------------- | ----------------------------- | ----------------------------------------------- |
| 36                       | 1999                     | MBC Art Center                              | MBC미술센타              | Spring in My Hometown                     | 아름다운 시절                 | Areumdawoon shijul                              |
| 37                       | 2000                     | Min Eon-ok                                  | 민언옥                   | Chunhyang                                 | 춘향뎐                        | Chunhyangdyeon                                  |
| 38                       | 2001                     | Kim Sang-man                                | 김상만                   | Joint Security Area                       | 공동경비구역 JSA              | Gongdonggyeongbiguyeok jeieseuei                |
| 39                       | 2002                     | Oh Sang-man                                 | 오상만                   | The Last Witness                          | 흑수선                        | Heugsuseon                                      |
| 41                       | 2004                     | Shin Bo-kyeong, Kang Chang-gil, Kang Bo-kil | 신보경, 강창길, 강보길   | Taegukgi                                  | 태극기 휘날리며               | Taegukgi Hwinallimyo                            |
| 42                       | 2005                     | Min Eon-ok                                  | 민언옥                   | Blood Rain                                | 혈의 누                       | Hyeolui Nu                                      |
| 43                       | 2006                     | Cho Geun-hyun, Lee Hyeong-ju                | 조근현, 이형주           | Duelist                                   | 형사                          | Hyeongsa                                        |
| 44                       | 2007                     | Kim Ki-chul                                 | 김기철                   | The Restless                              | 중천                          | Jungcheon                                       |
| 45                       | 2008                     | Yoon Sang-yoon, Yoo Joo-ho                  | 윤상윤, 유주호           | M                                         | 엠                            | Em                                              |
| 46                       | 2009                     | Kim Ki-chul                                 | 김기철                   | A Frozen Flower                           | 쌍화점                        | Ssanghwajeom                                    |
| 47                       | 2010                     | Jo Sung-won                                 | 조성원                   | Moss                                      | 이끼                          | Iggi                                            |
| 48                       | 2011                     | Chae Kyung-sun                              | 채경선                   | Detective K: Secret of the Virtuous Widow | 조선명탐정: 각시투구꽃의 비밀 | Joseon Myeongtamjeong: Gakshirtuku Ggotui Bimil |
| 49                       | 2012                     | Oh Heung-seok                               | 오흥석                   | Masquerade                                | 광해:왕이 된 남자             | Gwanghae: Wangyidoen Namja                      |
| 50                       | 2013                     | Ondrej Nekvasil                             | 앙드레넥바실             | Snowpiercer                               | 설국열차                      | Seolgungnyeolcha                                |
| 51                       | 2014                     | Cho Hwa-sung                                | 조화성                   | The Fatal Encounter                       | 역린                          | Yeokrin                                         |
| 52                       | 2015                     | Chae Kyung-sun                              | 채경선                   | The Royal Tailor                          | 상의원                        | Sanguiwon                                       |
| 53                       | 2016                     | Jo Hwa-sung                                 |                          | The Age of Shadows                        | 밀정                          | Miljeong                                        |
| 54                       | 2017                     | Lee Jae-seong                               |                          | Anarchist from Colony                     | 박열                          | Park Yeol                                       |
| 55                       | 2018                     | Park Il-hyun                                |                          | The Spy Gone North                        | 공작                          | Gongjak                                         |
| 56                       | 2019                     | Seo Seong-kyeong                            |                          | Svaha: The Sixth Finger                   | 사바하                        | Sabaha                                          |
| 57                       | 2020/2021                | —                                           | —                        | —                                         | —                             | —                                               |
| 58                       | 2022                     | Ryu Seong-hee, Lee Ha-jun                   | 류성희, 이하준           | Alienoid                                  | 외계+인 1부                   | Oegye+in 1bu                                    |

| Melhor Iluminação | Melhor Iluminação | Melhor Iluminação      | Melhor Iluminação | Melhor Iluminação       | Melhor Iluminação       | Melhor Iluminação                      |
| Edição            | Ano               | Designer de Iluminação | Hangul            | Filme (em inglês)       | Filme (em coreano)      | Transliteração                         |
| ----------------- | ----------------- | ---------------------- | ----------------- | ----------------------- | ----------------------- | -------------------------------------- |
| 36                | 1999              | Won Myeong-jun         | 원명준            | Shiri                   | 쉬리                    | Swiri                                  |
| 37                | 2000              | Seo Jeong-dal          | 서정달            | Phantom: The Submarine  | 유령                    | Yu Ryeong                              |
| 38                | 2001              | Shin Joon-ha           | 신준하            | Libera Me               | 리베라 메               | Libera mae                             |
| 39                | 2002              | Lee Seung-gu           | 이승구            | The Last Witness        | 흑수선                  | Heugsuseon                             |
| 40                | 2003              | Lee Gang-san           | 이강산            | Memories of Murder      | 살인의 추억             | Sarinui chueok                         |
| 41                | 2004              | Park Hyun-won          | 박현원            | Oldboy                  | 올드보이                | Oldeuboi                               |
| 42                | 2005              | Im Jae-young           | 임재영            | Hypnotized              | 얼굴없는 미녀           | Eolguleobtneun Minyeo                  |
| 43                | 2006              | Yoo Young-jong         | 유영종            | Typhoon                 | 태풍                    | Taepung                                |
| 44                | 2007              | Lee Joo-saeng          | 이주생            | Paradise Murdered       | 극락도 살인사건         | Geukrakdo Salinsageon                  |
| 45                | 2008              | Park Se-mun            | 박세문            | Shadows in the Palace   | 궁녀                    | Gungnyeo                               |
| 46                | 2009              | Park Hyun-won          | 박현원            | Thirst                  | 박쥐                    | Bakjwi                                 |
| 47                | 2010              | Oh Seung-chul          | 오승철            | I Saw the Devil         | 악마를 보았다           | Angmareul boatda                       |
| 48                | 2011              | Kim Min-jae            | 김민재            | The Front Line          | 고지전                  | Gojijeon                               |
| 49                | 2012              | Oh Seung-chul          | 오승철            | Masquerade              | 광해:왕이 된 남자       | Gwanghae: Wangyidoen Namja             |
| 50                | 2013              | Kim Sung-kwan          | 김성관            | The Berlin File         | 베를린                  | Bereullin                              |
| 51                | 2014              | Kim Gyeong-seok        | 김경석            | A Hard Day              | 끝까지 간다             | Kkeutkkaji Ganda                       |
| 52                | 2015              | Kim Min-jae            | 김민재            | The Silenced            | 경성학교: 사라진 소녀들 | Gyeongseong Hakgyo: Sarajin Sonyeodeul |
| 53                | 2016              | Kim Chan-ho            |                   | The Wailing             | 곡성                    | Gokseong                               |
| 54                | 2017              | Kim Jae-geun           | 김민재            | The Prison              | 프리즌                  | Peurijeun                              |
| 55                | 2018              | Jo Kyu-young           |                   | The Fortress            | 남한산성                | Namhansanseong                         |
| 56                | 2019              | Jeon Young-seok        |                   | Svaha: The Sixth Finger | 사바하                  | Sabaha                                 |
| 57                | 2020/2021         | —                      | —                 | —                       | —                       | —                                      |
| 58                | 2022              | Lee Seong-hwan         | 이성환            | Hunt                    | 헌트                    | Heonteu                                |

| Melhor Figurino | Melhor Figurino | Melhor Figurino             | Melhor Figurino | Melhor Figurino                       | Melhor Figurino             | Melhor Figurino                           |
| Edição          | Ano             | Figurinista                 | Hangul          | Filme (em inglês)                     | Filme (em coreano)          | Transliteração                            |
| --------------- | --------------- | --------------------------- | --------------- | ------------------------------------- | --------------------------- | ----------------------------------------- |
| 36              | 1999            | MBC Art Center              | MBC미술센타     | Spring in My Hometown                 | 아름다운 시절               | Areumdawoon shijul                        |
| 37              | 2000            | Bong Hyun-sook              | 봉현숙          | The Uprising                          | 이재수의 난                 | Lee Jaesu-ui nan                          |
| 38              | 2001            | Kim Min-hee                 | 김민희          | Bichunmoo                             | 비천무                      | Bicheonmu                                 |
| 39              | 2002            | Huang Baorong               | 황바오룽        | Musa                                  | 무사                        | Musa                                      |
| 40              | 2003            | Im Seon-ok                  | 임선옥          | Resurrection of the Little Match Girl | 성냥팔이 소녀의 재림        | Sungnyangpali sonyeoui jaerim             |
| 41              | 2004            | Jung Ku-ho, Kim Hee-ju      | 정구호, 김희주  | Untold Scandal                        | 스캔들 - 조선 남녀 상열지사 | Seukandeul - Joseon namnyeo sang'yeoljisa |
| 42              | 2005            | Jung Kyung-hee              | 정경희          | Blood Rain                            | 혈의 누                     | Hyeolui Nu                                |
| 43              | 2006            | Jung Kyung-hee              | 정경희          | Forbidden Quest                       | 음란서생                    | Eumranseosaeng                            |
| 44              | 2007            | Jo Sang-gyeong              | 조상경          | Tazza: The High Rollers               | 타짜                        | Tajja                                     |
| 45              | 2008            | Jeong Jeong-eun             | 정정은          | Hwang Jin-yi                          | 황진이                      | Hwang Jin-yi                              |
| 46              | 2009            | Kwon Yu-jin, Choi Ui-young  | 권유진, 최의영  | The Good, the Bad, the Weird          | 좋은 놈, 나쁜 놈, 이상한 놈 | Joeun nom nappeun nom isanghan nom        |
| 47              | 2010            | Jung Kyung-hee              | 정경희          | The Servant                           | 방자전                      | Bangjajeon                                |
| 48              | 2011            | Chae Kyung-hwa              | 채경화          | The Yellow Sea                        | 황해                        | Hwanghae                                  |
| 49              | 2012            | Kwon Yu-jin, Im Seung-hee   | 권유진, 임승희  | Masquerade                            | 광해:왕이 된 남자           | Gwanghae: Wangyidoen Namja                |
| 50              | 2013            | Shim Hyun-sub               | 심현섭          | The Face Reader                       | 관상                        | Gwansang                                  |
| 51              | 2014            | Jo Sang-gyeong              | 조상경          | Kundo: Age of the Rampant             | 군도: 민란의 시대           | Gundo: Minraneui Sidae                    |
| 52              | 2015            | Jo Sang-gyeong              | 조상경          | The Royal Tailor                      | 상의원                      | Sanguiwon                                 |
| 53              | 2016            | Kwon Yoo-jin, Im Seung-hee  |                 | The Last Princess                     | 덕혜옹주                    | Deokhye-ongju                             |
| 54              | 2017            | Sim Hyeon-seob              | 심현섭          | Anarchist from Colony                 | 박열                        | Park Yeol                                 |
| 55              | 2018            | Jo Sang-gyeong              | 조상경          | Illang: The Wolf Brigade              | 인랑                        | Illang                                    |
| 56              | 2019            | Lee Jin-hee                 |                 | The Great Battle                      | 안시성                      | Ansi-seong                                |
| 57              | 2020/2021       | —                           | —               | —                                     | —                           | —                                         |
| 58              | 2022            | Kwon Yoo-jin, Lim Seung-hee | 권유진, 임승희  | Hansan: Rising Dragon                 | 한산: 용의 출현             | Hansan: Yongui Chulhyeon                  |

| Melhor Trilha Sonora | Melhor Trilha Sonora | Melhor Trilha Sonora        | Melhor Trilha Sonora | Melhor Trilha Sonora               | Melhor Trilha Sonora    | Melhor Trilha Sonora        |
| Edição               | Ano                  | Compositor                  | Hangul               | Filme (em inglês)                  | Filme (em coreano)      | Transliteração              |
| -------------------- | -------------------- | --------------------------- | -------------------- | ---------------------------------- | ----------------------- | --------------------------- |
| 36                   | 1999                 | Won Il                      | 원일                 | Spring in My Hometown              | 아름다운 시절           | Areumdawoon shijul          |
| 37                   | 2000                 | Won Il                      | 원일                 | The Uprising                       | 이재수의 난             | Lee Jaesu-ui nan            |
| 38                   | 2001                 | Hwang Sang-jun              | 황상준               | The Legend of Gingko               | 단적비연수              | Danjeokbiyeonsu             |
| 39                   | 2002                 | Michael Staudacher          | 미하엘 슈타우다허    | Indian Summer                      | 인디언 썸머             | Indian Sseommeo             |
| 40                   | 2003                 | Lee Han-na                  | 이한나               | Road Movie                         | 로드무비                | Rodeu mubi                  |
| 41                   | 2004                 | Jo Yeong-wook               | 조영욱               | Oldboy                             | 올드보이                | Oldeuboi                    |
| 42                   | 2005                 | Kim Jun-seong               | 김준성               | Marathon                           | 말아톤                  | Maraton                     |
| 43                   | 2006                 | Michael Staudacher          | 미하엘 슈타우다허    | Blue Swallow                       | 청연                    | Cheong-yeon                 |
| 44                   | 2007                 | Lee Jae-hak                 | 이재학               | 200 Pounds Beauty                  | 미녀는 괴로워           | Minyeoneun Goerowo          |
| 45                   | 2008                 | Won Il                      | 원일                 | Hwang Jin-yi                       | 황진이                  | Hwang Jin-yi                |
| 46                   | 2009                 | Kim Jun-seok                | 김준석               | A Frozen Flower                    | 쌍화점                  | Ssanghwajeom                |
| 47                   | 2010                 | Kim Jun-seok                | 김준석               | A Barefoot Dream                   | 맨발의 꿈               | Maenbalui Kkum              |
| 48                   | 2011                 | Jo Seong-woo, Choi Yong-rak | 조성우, 최용락       | Late Autumn                        | 만추                    | Manchu                      |
| 49                   | 2012                 | Mowg, Kim Jun-seong         | 모그, 김준성         | Masquerade                         | 광해:왕이 된 남자       | Gwanghae: Wangyidoen Namja  |
| 50                   | 2013                 | Jo Yeong-wook               | 조영욱               | New World                          | 신세계                  | Sinsegye                    |
| 51                   | 2014                 | Mowg                        | 모그                 | Miss Granny                        | 수상한 그녀             | Susanghan Geunyeo           |
| 52                   | 2015                 | Kim Jun-seong               | 김준성               | The Tenor – Lirico Spinto          | 더 테너 - 리리코 스핀토 | Deo Teneo - Ririko Seupinto |
| 53                   | 2016                 | Choi Yong-rak, Jo Sung-woo  |                      | The Last Princess                  | 덕혜옹주                | Deokhye-ongju               |
| 54                   | 2017                 | Dalparan                    |                      | Vanishing Time: A Boy Who Returned | 가려진 시간             | Garyeojin Shigan            |
| 55                   | 2018                 | Ryuichi Sakamoto            |                      | The Fortress                       | 남한산성                | Namhan sanseong             |
| 56                   | 2019                 | Jung Jae-il                 |                      | Parasite                           | 기생충                  | Gisaengchung                |
| 57                   | 2020/2021            | —                           | —                    | —                                  | —                       | —                           |
| 58                   | 2022                 | Kim Joon-seok               | 김준석               | Life Is Beautiful                  | 인생은 아름다워         | Insaeng-eun Aleumdawo       |

| Melhores Efeitos Visuais | Melhores Efeitos Visuais | Melhores Efeitos Visuais                                             | Melhores Efeitos Visuais        | Melhores Efeitos Visuais              | Melhores Efeitos Visuais | Melhores Efeitos Visuais      |
| Edição                   | Ano                      | Supervisor de Efeitos Visuais                                        | Hangul                          | Filme (em inglês)                     | Filme (em coreano)       | Transliteração                |
| ------------------------ | ------------------------ | -------------------------------------------------------------------- | ------------------------------- | ------------------------------------- | ------------------------ | ----------------------------- |
| 37                       | 2000                     | Yu Dong-ryeol                                                        | 유동렬                          | Phantom: The Submarine                | 유령                     | Yu Ryeong                     |
| 39                       | 2002                     | Jang Seong-ho                                                        | 장성호                          | 2009 Lost Memories                    | 2009 로스트메모리즈      | 2009 Loseutumemorijeu         |
| 40                       | 2003                     | Cha Soo-min, Hwang Hyeon-gyu, Kim Byung-ki                           | 차수민, 황현규, 김병기          | Resurrection of the Little Match Girl | 성냥팔이 소녀의 재림     | Sungnyangpali sonyeoui jaerim |
| 41                       | 2004                     | Moon Byeong-yong, Shin Jae-ho, Jeong Do-an                           | 문병용, 신재호, 정도안 (메커드) | Natural City                          | 내츄럴 시티              | Naechureol siti               |
| 42                       | 2005                     | Jung Deok-young (B.BOX), Yoon Yeo-jin (KMFX)                         | 정덕영, 윤여진                  | Hypnotized                            | 얼굴없는 미녀            | Eolguleobtneun Minyeo         |
| 43                       | 2006                     | Kang Jong-ik                                                         | 강종익                          | Typhoon                               | 태풍                     | Taepung                       |
| 44                       | 2007                     | DTI, ETRI, Shin Jae-ho, Jeong Do-an                                  | 신재호, 정도안                  | The Restless                          | 중천                     | Jungcheon                     |
| 45                       | 2008                     | Younggu Art Studios                                                  | 영구아트                        | D-War                                 | 디워                     |                               |
| 46                       | 2009                     | Jeong Seong-jin                                                      | 정성진                          | Take Off                              | 국가대표                 | Gukgadaepyo                   |
| 47                       | 2010                     | Kim Tae-ui                                                           | 김태의                          | The Man from Nowhere                  | 아저씨                   | Ajeossi                       |
| 48                       | 2011                     | Han Young-woo                                                        | 한영우                          | War of the Arrows                     | 최종병기 활              | Choejongbyeonggi Hwal         |
| 49                       | 2012                     | Jung Jae-hoon                                                        | 정재훈                          | Masquerade                            | 광해:왕이 된 남자        | Gwanghae: Wangyidoen Namja    |
| 52                       | 2015                     | Han Tae-jeong, Son Seung-hyeon, Kim Dae-jun, Kim Jeong-su, Akira Kai | 한태정                          | Ode to My Father                      | 국제시장                 | Gukjesijang                   |
| 58                       | 2022                     | Je Gal-seung                                                         | 제갈승                          | Alienoid                              | 외계+인 1부              | Oegye+in 1bu                  |

| Melhores Efeitos Sonoros | Melhores Efeitos Sonoros | Melhores Efeitos Sonoros        | Melhores Efeitos Sonoros | Melhores Efeitos Sonoros | Melhores Efeitos Sonoros | Melhores Efeitos Sonoros         |
| Edição                   | Ano                      | Designer de Som                 | Hangul                   | Filme (em inglês)        | Filme (em coreano)       | Transliteração                   |
| ------------------------ | ------------------------ | ------------------------------- | ------------------------ | ------------------------ | ------------------------ | -------------------------------- |
| 36                       | 1999                     | Lee Byung-ha, Kim Suk-won       | 이병하, 김석원           | Shiri                    | 쉬리                     | Swiri                            |
| 37                       | 2000                     | Kim Suk-won                     | 김석원                   | Phantom: The Submarine   | 유령                     | Yu Ryeong                        |
| 38                       | 2001                     | Kim Won-yong, Kim Suk-won       | 김원용, 김석원           | Joint Security Area      | 공동경비구역 JSA         | Gongdonggyeongbiguyeok jeieseuei |
| 39                       | 2002                     | Lee Gyu-seok, Ahn Sang-ho       | 이규석, 안상호           | 2009 Lost Memories       | 2009 로스트메모리즈      | 2009 Loseutumemorijeu            |
| 40                       | 2003                     | Lee Ji-soo, Choi Tae-young      | 이지수, 최태영           | Save the Green Planet!   | 지구를 지켜라!           | Jigureul Jikyeora!               |
| 41                       | 2004                     | Lee Tae-gyu, Kim Suk-won        | 이태규, 김석원           | Taegukgi                 | 태극기 휘날리며          | Taegukgi Hwinallimyo             |
| 42                       | 2005                     | Kang Joo-seok (Lead Sound)      | 강주석 (리드사운드)      | R-Point                  | 알 포인트                | Al pointeu                       |
| 43                       | 2006                     | Eun Hee-soo                     | 은희수                   | Blue Swallow             | 청연                     | Cheong-yeon                      |
| 44                       | 2007                     | Jung Kwang-ho, Choi Tae-young   | 정광호, 최태영           | Lump Sugar               | 각설탕                   | Gakseoltang                      |
| 45                       | 2008                     | Lee Seung-chul, Lee Eun-ju      | 이승철, 이은주           | Seven Days               | 세븐 데이즈              | Sebeun Deijeu                    |
| 46                       | 2009                     | Oh Se-jin                       | 오세진                   | The Divine Weapon        | 신기전                   | Singijeon                        |
| 47                       | 2010                     | Oh Se-jin, Kim Suk-won          | 오세진, 김석원           | Moss                     | 이끼                     | Iggi                             |
| 48                       | 2011                     | Choi Tae-young                  | 최태영                   | War of the Arrows        | 최종병기 활              | Choejongbyeonggi Hwal            |
| 49                       | 2012                     | Lee Sang-joon                   | 이상준                   | Masquerade               | 광해:왕이 된 남자        | Gwanghae: Wangyidoen Namja       |
| 52                       | 2015                     | Lee Seung-cheol, Han Myung-hwan | 이승철                   | Ode to My Father         | 국제시장                 | Gukjesijang                      |

| Prêmio Técnico | Prêmio Técnico | Prêmio Técnico             | Prêmio Técnico | Prêmio Técnico                        | Prêmio Técnico     | Prêmio Técnico              |
| Edição         | Ano            | Recipiente                 | Hangul         | Filme (em inglês)                     | Filme (em coreano) | Transliteração              |
| -------------- | -------------- | -------------------------- | -------------- | ------------------------------------- | ------------------ | --------------------------- |
| 50             | 2013           | Digital Idea               | 디지털아이디어 | The Tower                             | 타워               | Tawo                        |
| 51             | 2014           | Kang Tae-gyun, Yun Dae-won | 강태균, 윤대원 | The Admiral: Roaring Currents         | 명량               | Myeongryang                 |
| 54             | 2017           |                            |                | The Villainess                        | 악녀               | Aknyeo                      |
| 55             | 2018           | Jin Jong-hyun              |                | Along with the Gods: The Last 49 Days | 신과함께-인과 연   | Sin-gwa-hamkke - Ingwa Yeon |
| 56             | 2019           | Andras Ikladi              |                | Ashfall                               | 백두산             | Baekdusan                   |
| 57             | 2020/2021      | —                          | —              | —                                     | —                  | —                           |

| Melhor Planejamento | Melhor Planejamento | Melhor Planejamento           | Melhor Planejamento | Melhor Planejamento           | Melhor Planejamento | Melhor Planejamento        |
| Edição              | Ano                 | Produtor                      | Hangul              | Filme (em inglês)             | Filme (em coreano)  | Transliteração             |
| ------------------- | ------------------- | ----------------------------- | ------------------- | ----------------------------- | ------------------- | -------------------------- |
| 36                  | 1999                | Kang Je-gyu                   | 강제규              | Shiri                         | 쉬리                | Swiri                      |
| 37                  | 2000                | Lee Kwan-soo                  | 이관수              | Attack the Gas Station        | 주유소 습격사건     | Juyuso seubgyuksageun      |
| 38                  | 2001                | Lee Mi-young                  | 이미영              | Interview                     | 인터뷰              | Inteobyu                   |
| 39                  | 2002                | Hwang Woo-hyun, Hwang Jae-woo | 황우현, 황재우      | The Way Home                  | 집으로              | Jib Euro                   |
| 40                  | 2003                | Kim Mi-hee                    | 김미희              | My Teacher, Mr. Kim           | 선생 김봉두         | Seonsaeng Kim Bong-du      |
| 41                  | 2004                | Jonathan Kim                  | 김형준              | Silmido                       | 실미도              | Silmido                    |
| 42                  | 2005                | Seok Myeong-hong              | 석명홍              | Marathon                      | 말아톤              | Maraton                    |
| 43                  | 2006                | Oh Jeong-wan                  | 오정완              | You Are My Sunshine           | 너는 내 운명        | Neoneun nae unmyeong       |
| 44                  | 2007                | Lee Jeong-hak                 | 이정학              | Lump Sugar                    | 각설탕              | Gakseoltang                |
| 45                  | 2008                | Kim Su-jin, Yun In-beom       | 김수진, 윤인범      | The Chaser                    | 추격자              | Chugyeokja                 |
| 46                  | 2009                | Yoon Je-kyoon                 | 윤제균              | Tidal Wave                    | 해운대              | Haeundae                   |
| 47                  | 2010                | Kim Joon-jong                 | 김준종              | A Barefoot Dream              | 맨발의 꿈           | Maenbalui Kkum             |
| 48                  | 2011                | Lee Woo-jeong                 | 이우정              | The Front Line                | 고지전              | Gojijeon                   |
| 49                  | 2012                | Im Sang-jin                   | 임상진              | Masquerade                    | 광해:왕이 된 남자   | Gwanghae: Wangyidoen Namja |
| 50                  | 2013                | Kim Min-ki, Lee Sang-hun      | 김민기, 이상훈      | Miracle in Cell No. 7         | 7번방의 선물        | 7beonbangui Seonmul        |
| 51                  | 2014                | Kim Han-min                   | 김한민              | The Admiral: Roaring Currents | 명량                | Myeongryang                |
| 52                  | 2015                | -                             | -                   | Ode to My Father              | 국제시장            | Gukjesijang                |
| 53                  | 2016                | Kim Won-guk                   | -                   | Inside Men                    | 내부자들            | Naebujadeul                |
| 54                  | 2017                | -                             | -                   | A Taxi Driver                 | 택시運轉士          | Taeksi Unjeonsa            |
| 55                  | 2018                | Lee Woo-jung                  |                     | 1987: When the Day Comes      | 1987                | 1987                       |
| 56                  | 2019                | Lee Jong-suk                  | -                   | Extreme Job                   | 극한직업            | Geughanjig-eob             |

| Prêmio Especial do Júri | Prêmio Especial do Júri | Prêmio Especial do Júri | Prêmio Especial do Júri | Prêmio Especial do Júri | Prêmio Especial do Júri | Prêmio Especial do Júri   |
| Edição                  | Ano                     | Recipiente              | Hangul                  | Filme (em inglês)       | Filme (em coreano)      | Transliteração            |
| ----------------------- | ----------------------- | ----------------------- | ----------------------- | ----------------------- | ----------------------- | ------------------------- |
| 36                      | 1999                    | Uno Films               | 우노필름                | Christmas in August     | 8월의 크리스마스        | 8(Pal)wolui Keuriseumaseu |
| 37                      | 2000                    | Taeheung Films          | 태흥영화                | Chunhyang               | 춘향뎐                  | Chunhyangdyeon            |
| 38                      | 2001                    | Koo & Film              | 쿠앤 필름               | A Day                   | 하루                    | Haru                      |
| 39                      | 2002                    | Tube Pictures           | 튜브픽처스              | Failan                  | 파이란                  | Pairan                    |
| 41                      | 2004                    | Plenus/Cinema Service   | 플레너스시네마서비스    | Silmido                 | 실미도                  | Silmido                   |
| 46                      | 2009                    | Moon Ja-young           | 문자영                  | Mommy, Kitty & Me       | 엄마를 기다리며         |                           |
| 49                      | 2012                    | Kim Ki-duk              | 김기덕                  | Pietà                   | 피에타                  | Pietà                     |
| 50                      | 2013                    | Kal So-won              | 갈소원                  | Miracle in Cell No. 7   | 7번방의 선물            | 7beonbangui Seonmul       |

| Melhor Curta-metragem | Melhor Curta-metragem | Melhor Curta-metragem              | Melhor Curta-metragem | Melhor Curta-metragem | Melhor Curta-metragem | Melhor Curta-metragem |
| Edição                | Ano                   | Filme (em inglês)                  | Filme (em coreano)    | Transliteração        | Diretor               | Hangul                |
| --------------------- | --------------------- | ---------------------------------- | --------------------- | --------------------- | --------------------- | --------------------- |
| 36                    | 1999                  | Crack of the Halo                  | 햇빛 자르는 아이      |                       | Kim Jin-han           | 김진한                |
| 36                    | 1999                  | Liver and Potato                   | 간과 감자             |                       | Song Il-gon           | 송일곤                |
| 37                    | 2000                  | 28th October 1979, A Sunny Sunday  | 1979년 10월28일 맑음  |                       | Kwon Jong-kwan        | 권종관                |
| 37                    | 2000                  | The Picnic                         | 소풍                  | Sopoong               | Song Il-gon           | 송일곤                |
| 38                    | 2001                  | Uncle 'Bar' at Barbershop          | 이발소 異氏           |                       | Kwon Jong-kwan        | 권종관                |
| 46                    | 2009                  | (Best Short Film) Last Homecoming  | 마지막 귀갓길         |                       | Kim Joon-sung         | 김준성                |
| 46                    | 2009                  | (Best Short Film Director) Goodbye | 굿바이                | Gutbai                | Kang Dong-heon        | 강동헌                |
| 49                    | 2012                  | The Woman                          | 여자                  | Yeoja                 | Choi Ji-yeon          | 최지연                |
| 50                    | 2013                  | Adultery                           | 불륜                  | Bul-lyun              | Kim Joon-sung         | 김준성                |

| Prêmio de Popularidade | Prêmio de Popularidade | Prêmio de Popularidade   | Prêmio de Popularidade | Prêmio de Popularidade          | Prêmio de Popularidade | Prêmio de Popularidade           |
| Edição                 | Ano                    | Recipiente               | Hangul                 | Filme (em inglês)               | Filme (em coreano)     | Transliteração                   |
| ---------------------- | ---------------------- | ------------------------ | ---------------------- | ------------------------------- | ---------------------- | -------------------------------- |
| 36                     | 1999                   | Han Suk-kyu              | 한석규                 | Christmas in August             | 8월의 크리스마스       | 8(Pal)wolui Keuriseumaseu        |
| 36                     | 1999                   | Shim Eun-ha              | 심은하                 | Christmas in August             | 8월의 크리스마스       | 8(Pal)wolui Keuriseumaseu        |
| 37                     | 2000                   | Han Suk-kyu              | 한석규                 | Tell Me Something               | 텔 미 썸딩             | Tel mi sseomding                 |
| 37                     | 2000                   | Shim Eun-ha              | 심은하                 | Tell Me Something               | 텔 미 썸딩             | Tel mi sseomding                 |
| 38                     | 2001                   | Lee Byung-hun            | 이병헌                 | Joint Security Area             | 공동경비구역 JSA       | Gongdonggyeongbiguyeok jeieseuei |
| 38                     | 2001                   | Shim Eun-ha              | 심은하                 | Interview                       | 인터뷰                 | Inteobyu                         |
| 39                     | 2002                   | Cha Tae-hyun             | 차태현                 | My Sassy Girl                   | 엽기적인 그녀          | Yeopgijeogin Geunyeo             |
| 39                     | 2002                   | Jun Ji-hyun              | 전지현                 | My Sassy Girl                   | 엽기적인 그녀          | Yeopgijeogin Geunyeo             |
| 41                     | 2004                   | Kwon Sang-woo            | 권상우                 | Once Upon a Time in High School | 말죽거리 잔혹사        | Maljukgeori janhoksa             |
| 41                     | 2004                   | Moon Geun-young          | 문근영                 | My Little Bride                 | 어린 신부              | Eorin sinbu                      |
| 42                     | 2005                   | Cho Seung-woo            | 조승우                 | Marathon                        | 말아톤                 | Maraton                          |
| 42                     | 2005                   | Moon Geun-young          | 문근영                 | Innocent Steps                  | 댄서의 순정            | Daenseoui sunjeong               |
| 43                     | 2006                   | Lee Joon-gi              | 이준기                 | King and the Clown              | 왕의 남자              | Wang-ui namja                    |
| 43                     | 2006                   | Kang Sung-yeon           | 강성연                 | King and the Clown              | 왕의 남자              | Wang-ui namja                    |
| 43                     | 2006                   | (Hallyu) Lee Joon-gi     | 이준기                 | King and the Clown              | 왕의 남자              | Wang-ui namja                    |
| 43                     | 2006                   | (Hallyu) Lee Young-ae    | 이영애                 | Sympathy for Lady Vengeance     | 친절한 금자씨          | Chinjeolhan Geumjassi            |
| 44                     | 2007                   | Lee Beom-soo             | 이범수                 |                                 |                        |                                  |
| 44                     | 2007                   | Kim Ah-joong             | 김아중                 | 200 Pounds Beauty               | 미녀는 괴로워          | Minyeoneun Goerowo               |
| 44                     | 2007                   | (Hallyu) Jung Ji-hoon    | 정지훈                 | I'm a Cyborg, But That's OK     | 싸이보그지만 괜찮아    | Ssaibogeujiman Gwaenchanha       |
| 44                     | 2007                   | (Hallyu) Kim Tae-hee     | 김태희                 | The Restless                    | 중천                   | Jungcheon                        |
| 45                     | 2008                   | Kim Yoon-seok            | 김윤석                 | The Chaser                      | 추격자                 | Chugyeokja                       |
| 45                     | 2008                   | Han Ye-seul              | 한예슬                 | Miss Gold Digger                | 용의주도 미스신        | Yonguijudo Miseu Shin            |
| 45                     | 2008                   | (Hallyu) Cha Tae-hyun    | 차태현                 | BA:BO                           | 바보                   | Babo                             |
| 46                     | 2009                   | Kim Myung-min            | 김명민                 | Closer to Heaven                | 내 사랑 내 곁에        | Nae Sarang Nae Gyeotae           |
| 46                     | 2009                   | Park Bo-young            | 박보영                 | Scandal Makers                  | 과속스캔들             | Gwasok Seukaendeul               |
| 47                     | 2010                   | Won Bin                  | 원빈                   | The Man from Nowhere            | 아저씨                 | Ajeossi                          |
| 47                     | 2010                   | Lee Min-jung             | 이민정                 | Cyrano Agency                   | 시라노;연애조작단      | Sirano; Yeonaejojakdan           |
| 47                     | 2010                   | (Hallyu) Choi Seung-hyun | 최승현                 | 71: Into the Fire               | 포화 속으로            | Pohwa sogeuro                    |
| 48                     | 2011                   | Won Bin                  | 원빈                   | -                               | -                      | -                                |
| 49                     | 2012                   | Lee Byung-hun            | 이병헌                 | Masquerade                      | 광해:왕이 된 남자      | Gwanghae: Wangyidoen Namja       |
| 50                     | 2013                   | Lee Jung-jae             | 이정재                 | The Face Reader                 | 관상                   | Gwansang                         |
| 51                     | 2014                   | Yim Si-wan               | 임시완                 | The Attorney                    | 변호인                 | Byeonhoin                        |
| 51                     | 2014                   | Kim Woo-bin              | 김우빈                 | Friend: The Great Legacy        | 친구 2                 | Chingu 2                         |
| 51                     | 2014                   | Lee Ha-nui               | 이하늬                 | Tazza: The Hidden Card          | 타짜: 신의 손          | Tajja: Sineui Son                |
| 52                     | 2015                   | Kim Soo-hyun             | 김수현                 | -                               | -                      | -                                |
| 52                     | 2015                   | Gong Hyo-jin             | 공효진                 | -                               | -                      | -                                |
| 53                     | 2016                   | Lee Beom-soo             | 이범수                 | Operation Chromite              | 인천상륙작전           | Gwansang                         |
| 55                     | 2018                   | Kim Seol-hyun            | 김설현                 | -                               | -                      | -                                |
| 58                     | 2022                   | Oh Na-ra                 | 오나라                 | Perhaps Love                    | 장르만 로맨스          | Jangleuman Lomaenseu             |
| 58                     | 2022                   | Park Ji-hwan             | 박지환                 | The Roundup                     | 범죄도시2              | Beomjoedosi 2                    |

| Prêmio Lifetime Achievement pelo Avanço do Cinema | Prêmio Lifetime Achievement pelo Avanço do Cinema | Prêmio Lifetime Achievement pelo Avanço do Cinema | Prêmio Lifetime Achievement pelo Avanço do Cinema | Prêmio Lifetime Achievement pelo Avanço do Cinema |
| Edição                                            | Ano                                               | Recipiente                                        | Hangul                                            | Notas                                             |
| ------------------------------------------------- | ------------------------------------------------- | ------------------------------------------------- | ------------------------------------------------- | ------------------------------------------------- |
| 36                                                | 1999                                              | Choi Moo-ryong                                    | 최무룡                                            | Ator                                              |
| 37                                                | 2000                                              | Kim Ji-mee                                        | 김지미                                            | Atriz                                             |
| 39                                                | 2002                                              | Lee Kyung-soon                                    | 이경순                                            |                                                   |
| 42                                                | 2005                                              | Yu Hyun-mok                                       | 유현목                                            | Diretor                                           |
| 43                                                | 2006                                              | Lee Kyung-ja                                      | 이경자                                            |                                                   |
| 44                                                | 2007                                              | Shin Young-kyun                                   | 신영균                                            | Ator                                              |
| 45                                                | 2008                                              | Yoo Dong-hun                                      | 유동헌                                            | Roteirista                                        |
| 46                                                | 2009                                              | Kang Dae-seon                                     | 강대선                                            | Roteirista                                        |
| 47                                                | 2010                                              | Choi Eun-hee                                      | 최은희                                            | Atriz                                             |
| 48                                                | 2011                                              | Lee Dae-geun                                      | 이대근                                            | Ator                                              |
| 49                                                | 2012                                              | Kwak Jeong-hwan                                   | 곽정환                                            | Produtor                                          |
| 49                                                | 2012                                              | Ko Eun-ah                                         | 고은아                                            | Atriz                                             |
| 50                                                | 2013                                              | Hwang Jeong-sun                                   | 황정순                                            | Atriz                                             |
| 50                                                | 2013                                              | Jung Il-sung                                      | 정일성                                            | Diretor de filmagem                               |
| 51                                                | 2014                                              | Jung Jin-woo                                      | 정진우                                            | Diretor                                           |
| 52                                                | 2015                                              | Jeong Chang-hwa                                   | 정창화                                            | Diretor                                           |
| 52                                                | 2015                                              | Yoon Il-bong                                      | 윤일봉                                            | Ator                                              |
| 53                                                | 2016                                              | Yoon Sam-yook                                     | 윤삼육                                            | Diretor                                           |
| 58                                                | 2022                                              | Ahn Sung-ki                                       | 안성기                                            | Ator                                              |

| Vários Prêmios | Vários Prêmios | Vários Prêmios                                 | Vários Prêmios           | Vários Prêmios   | Vários Prêmios                | Vários Prêmios     | Vários Prêmios    |
| Edição         | Ano            | Prêmio                                         | Recipiente               | Hangul           | Filme (em inglês)             | Filme (em coreano) | Transliteração    |
| -------------- | -------------- | ---------------------------------------------- | ------------------------ | ---------------- | ----------------------------- | ------------------ | ----------------- |
| 36             | 1999           | Melhor Revelação em Cinematografia             | Kim Young-chul           | 김영철           | The Power of Kangwon Province | 강원도의 힘        | Gangwon-do ui him |
| 36             | 1999           | Menção Honrosa                                 | Kim Tae-wook             | 김태욱           | -                             | -                  | -                 |
| 36             | 1999           | Menção Honrosa                                 | Han Kwang-dong           | 한광동           | -                             | -                  | -                 |
| 36             | 1999           | Menção Honrosa                                 | Chu Bong, Sung Moung-sun | 추봉, 성명순     | -                             | -                  | -                 |
| 37             | 2000           | Melhor Revelação em Cinematografia             | Moon Yong-sik            | 문용식           | The Great Chef                | 북경반점           |                   |
| 38             | 2001           | Melhor Documentário                            | Kye Woon-jung            | 계운정           | Pansy & Ivy                   | 팬지와 담쟁이      |                   |
| 39             | 2002           | Prêmio Especial de Atuação                     | Kim Ki-jong              | 김기종           | -                             | -                  | -                 |
| 39             | 2002           | Prêmio Especial de Atuação                     | Jung Mi-kyung            | 정미경           | -                             | -                  | -                 |
| 39             | 2002           | Prêmio Técnico Especial                        | Lee Jong-hyeong          | 이종형           | -                             | -                  | -                 |
| 39             | 2002           | Melhor Revelação em Produção Técnica           | Song Jae-seok            | 송재석           | Guns &amp; Talks              | 킬러들의 수다      | Killerdeului suda |
| 41             | 2004           | Melhor Vestido                                 | Lee Mi-yeon              | 이미연           | -                             | -                  | -                 |
| 43             | 2006           | Prêmio em Recordção de 50 Anos Desde a Estreia | Ahn Sung-ki              | 안성기           | -                             | -                  | -                 |
| 44             | 2007           | Prêmio Especial                                | Jeon Do-yeon             | 전도연           | -                             | -                  | -                 |
| 46             | 2009           | Prêmio de Participação                         | Yang Jun-ho              | 양준호           | Meet Parents                  | 상견계하는 날      |                   |
| 46             | 2009           | Prêmio de Participação                         | Lee Eun-chun             | 이은천           | Solo                          | 솔로               |                   |
| 47             | 2010           | Prêmio Cineasta Orgulhoso                      | Shin Young-kyun          | 신영균           | -                             | -                  | -                 |
| 47             | 2010           | Prêmio Especial para Filme Estrangeiro         | Abdulhamid Juma          | 압둘 하미드 주마 | -                             | -                  | -                 |
| 49             | 2012           | Prêmio Especial de Atuação                     | Jung Ji-hee              | 정지희           | -                             | -                  | -                 |
| 49             | 2012           | Prêmio de Fotogênico na Cerimônia de Abertura  | Min Hyo-rin              | 민효린           | -                             | -                  | -                 |
| 52             | 2015           | Melhor Ator Estrangeiro                        | Sun Honglei              | 孫紅雷           | -                             | -                  | -                 |
| 52             | 2015           | Melhor Ator Estrangeiro                        | Gao Yuanyuan             | 高圓圓           | -                             | -                  | -                 |
| 55             | 2018           | Prêmio Especial                                | Kim Young-ae             | 김영애           | -                             | -                  | -                 |
| 55             | 2018           | Prêmio Especial                                | Kim Joo-hyuk             | 김주혁           | -                             | -                  | -                 |